# Alessandro Barberis
Alessandro Barberis (Torino, 28 agosto 1937 – Torino, 2 febbraio 2024) è stato un dirigente d'azienda italiano.

## Biografia
Alessandro Barberis nacque il 28 agosto 1937 a Torino e conseguì la laurea presso il Politecnico di Torino.
A ventisette anni entrò in Fiat, nella divisione Fonderia e Fucine (Teksid), operando in diverse aree con responsabilità crescenti, fino a diventare nel 1974 direttore dello stabilimento Teksid di Mirafiori.
Nel 1975 gli fu affidata da Cesare Romiti la missione di realizzare a Belo Horizonte, in Brasile, un grande insediamento produttivo per la Fmb, joint-venture con lo Stato di Minas Gerais della quale divenne amministratore delegato e direttore generale. Tre anni dopo fu messo a capo dell'intero settore fonderie Fiat, con 12 unità produttive e 12 000 dipendenti.
Dal 1982 al 1993 fu amministratore delegato e direttore generale della Magneti Marelli, che, da azienda in crisi, contribuì a far diventare uno dei principali gruppi mondiali di componentistica automotive.
Durante gli anni '90 svolse diversi incarichi quali direttore centrale di Fiat Auto dal 1993 fino al 1996, quando lasciò il gruppo Fiat per accettare la direzione generale dell'Istituto Bancario San Paolo di Torino, dove si occupò in particolare di risorse umane e tecnologiche.
Nel 1997 divenne presidente della Piaggio & C, impresa motociclistica europea.
Nel 2002 venne richiamato in FIAT quale direttore generale della holding, di cui divenne poi amministratore delegato e vice presidente nel 2003.
Fu presidente dell'Unione industriale di Pisa (1998-2001), di Confindustria Toscana (1999-2003) e dell'Ancma-Associazione nazionale dei costruttori di motocicli e accessori (1999-2001). Dal 1999 fu, inoltre, membro di Giunta di Confindustria e dal 2002 fino al 2004 membro del Consiglio direttivo di Confindustria.
Da giugno 2008 a maggio 2013 fu presidente della società InfoCamere. Da gennaio 2010 a dicembre 2013 fu presidente di Eurochambres.
Da luglio 2004 a settembre 2014 fu presidente della Camera di commercio industria artigianato e agricoltura di Torino e circa nello stesso periodo, fu membro del Consiglio di Banca del Piemonte da aprile 2004 a marzo 2016 nonché membro del Consiglio di amministrazione del Politecnico di Torino dal marzo 2013 al marzo 2016. Nel gennaio 2011 divenne membro del Consiglio Generale della Federazione Mondiale delle Camere di commercio (ICC World Chambers Federation).
Nel maggio 2013 divenne vicepresidente dell'Alliance française de Turin e, nell'aprile 2016, membro del Consiglio Generale della Compagnia di San Paolo. Nel 2020 fu infine nominato nel Consiglio Direttivo della Compagnia di San Paolo.
Morì a Torino il 2 febbraio 2024, all'età di 86 anni.

### Impegno in ambito civile e sociale. Attività di volontariato e supporto formativo
Come presidente della Camera di commercio di Torino (CCIAA) ebbe particolare attenzione per il mondo del non profit. A tale scopo, nel 2006 costituì e promosse l'Osservatorio per l'Economia Civile volto a:
- interpretare le trasformazioni dell'attività imprenditoriale del cosiddetto Terzo Settore;
- rafforzare lo sviluppo di nuovi modelli di interazione tra il mondo profit e non profit;
- valorizzare le potenzialità proprie dell'economia civile;
- sostenere progettualità sull'innovazione sociale e nuove forme di imprenditorialità;
- individuare i percorsi idonei per attivare un sistema di collaborazioni sinergiche con gli enti pubblici e privati;
- promuovere e sviluppare l'impresa sociale e la formazione di reti inter organizzative e/o imprenditoriali.
Il suo impegno civile già prese forma nel lontano 1974, anno in cui cominciò l'attività di volontariato presso il Gruppo Abele di Torino, con particolare attenzione:
- al primo "Centro Droga" in Italia, un luogo che oltre all'accoglienza, l'accompagnamento e l'ascolto di giovani con problemi di tossicodipendenza, ha svolto un'importante azione di testimonianza e denuncia che ha portato alla modifica della legge di riferimento;
- a promuovere, organizzare e avviare le prime cooperative sociali di "produzione e lavoro" del Gruppo per l'inserimento lavorativo di persone socialmente deboli, e la sostenibilità economica dei manufatti.
Negli anni 1990 svolse attività di supporto formativo e professionale con testimonianze e contributi a sostegno di operatori nel settore del volontariato sociale.

## Vita privata
Sposato con Pia Poma (1940-2022), ebbe tre figli, Giulio, Emilio e Lidia.